# John Magufuli
John Pombe Magufuli (født 29. oktober 1959 i Chato i Tanganyikaterritoriet, død 17. marts 2021) var en tanzaniansk lærer og politiker, der i 2015 blev landets femte præsident.
Han blev indvalgt Tanzanias nationalforsamling i 1995 og stillede op til præsidentvalget i 2015 for regeringspartiet Chama cha Mapinduzi (CCM). Han vandt med 58 % af stemmerne og blev indsat som præsident den 5. november 2015.[kilde mangler]
I 2020 blev han heftigt kritiseret for at undervurdere coronaviruspandemien.